# 亚历山大·维克托罗维奇·克利缅科
亚历山大·维克托罗维奇·克利缅科（1980年11月16日—）是乌克兰前政治人物和企业家，2012年至2014年间担任收入和税收部部长。随着2014年尊嚴革命的爆发，克利缅科逃离至俄罗斯。2014年4月15日，克利缅科被列入欧洲制裁名单，其在欧盟的资产被冻结。